# اسرنو لا مایر
اسرنو لا مایر (به اسپانیایی: Osorno la Mayor) یک شهرستان در اسپانیا است که در استان پالنسیا واقع شده‌است.

## خصوصیات
اسرنو لا مایر ۸۹٫۱۶ کیلومترمربع مساحت و ۱٬۴۹۹ نفر جمعیت دارد و ۸۰۸٫۷ متر بالاتر از سطح دریا واقع شده‌است.